# Arturo García
Arturo García Tapia (nascido em 23 de outubro de 1946) é um ex-ciclista olímpico mexicano. Representou sua nação nos Jogos Olímpicos de Verão de 1968, na prova de velocidade.